# Februar 1986
Portal Geschichte | Portal Biografien | Aktuelle Ereignisse | Jahreskalender | Tagesartikel

◄ |
19. Jahrhundert |
20. Jahrhundert
| 21. Jahrhundert

◄ |
1950er |
1960er |
1970er |
1980er
| 1990er | 2000er | 2010er | ►

◄ |
1982 |
1983 |
1984 |
1985 |
1986
| 1987 | 1988 | 1989 | 1990 | ►

◄ |
November 1985 |
Dezember 1985 |
Januar 1986 |
Februar 1986 |
März 1986 |
April 1986 |
Mai 1986 |
►
Dieser Artikel behandelt aktuelle Nachrichten und Ereignisse im Februar 1986.

## Tagesgeschehen

### Sonntag, 2. Februar 1986
- Vaduz/Liechtenstein: Bei den Landtagswahlen erringt die sozial-konservative Vaterländische Union (VU) wie 1978 und 1982 ein Mandat mehr als die christlich-konservative Fortschrittliche Bürgerpartei (FBPL) und kann wieder die Regierung bilden.[1]

### Freitag, 7. Februar 1986
- Manila/Philippinen: Der diktatorisch regierende Staatspräsident Ferdinand Marcos gewinnt die Präsidentschaftswahlen, deren Ergebnis sehr wahrscheinlich zu seinen Gunsten manipuliert ist.[2]

### Montag, 10. Februar 1986
- Palermo/Italien: Ein Strafprozess gegen über 400 Mafia-Angehörige beginnt. Da die Zahl der durch Mafiosi verübten Morde zu Anfang des Jahrzehnts auf circa 300 Taten im Jahr anstieg, verstärkte der italienische Staat seinen Kampf gegen die kriminellen Vereinigungen, insbesondere gegen die im so genannten „Zweiten Großen Mafiakrieg“ siegreiche Corleonesi-Familie innerhalb der Organisation Cosa Nostra.[3]

### Donnerstag, 13. Februar 1986
- Berlin/Deutschland: Das Bundeskartellamt genehmigt der Daimler-Benz AG die Aufstockung ihres Aktienanteils am Mischkonzern AEG AG auf annähernd 60 %. Damit wird Daimler-Benz ohne Absprache mit anderen Eigentümern die Unternehmenspolitik des ehemals insolventen Elektronikunternehmens bestimmen können.[4]

### Freitag, 14. Februar 1986
- Berlin/Deutschland: Die 36. Internationalen Filmfestspiele Berlin werden mit dem Film Ginger und Fred von Regisseur Federico Fellini eröffnet.[5]

### Montag, 17. Februar 1986
- Luxemburg/Luxemburg: Die EWG-Länder Belgien, Frankreich, Deutschland, Irland, Luxemburg, Niederlande, Portugal, Spanien und Vereinigtes Königreich unterzeichnen die Einheitliche Europäische Akte, die vorerst noch nicht in Kraft tritt. Die Intensivierung der Europäischen Politischen Zusammenarbeit wird vertraglich als Ziel des Staatenverbunds festgelegt und die Prozesse und Befugnisse von Rat, Kommission, Parlament und EG werden reformiert und erweitert. Dänemark, Griechenland und Italien unterschreiben die Akte nicht.[6]
- Wien/Österreich: Das Hundertwasser-Krawina-Haus nach einer Idee des Wiener Künstlers Friedensreich Hundertwasser mit 52 Wohnungen und vier Geschäftslokalen wird an seine künftigen Nutzer übergeben. Verschiedene großflächige Farben akzentuieren die äußere Gestalt und es gibt so wenige gerade Linien wie möglich. Nach Hundertwassers Maßgabe soll das Gebäude den „Wunsch der Menschen nach Harmonie, Individualität und Menschlichkeit“ erfüllen.[7][8]

### Mittwoch, 19. Februar 1986

Geplante Raumstation Mir, Basismodul in grün

- Leninsk/Sowjetunion: Eine Trägerrakete vom Typ Proton bringt das Basismodul der geplanten sowjetischen Raumstation Mir (deutsch Frieden) in den Orbit der Erde. Nach ihrer Fertigstellung wird die Raumstation das größte künstliche Objekt sein, das die Erde umkreist. Als Lebensdauer sind sieben Jahre vorgesehen.[9]

### Donnerstag, 20. Februar 1986
- Berlin/Deutschland: Dieter Stolte wird als Initiator des Fernsehsenders 3sat mit der Goldenen Kamera ausgezeichnet.[10]

### Samstag, 22. Februar 1986

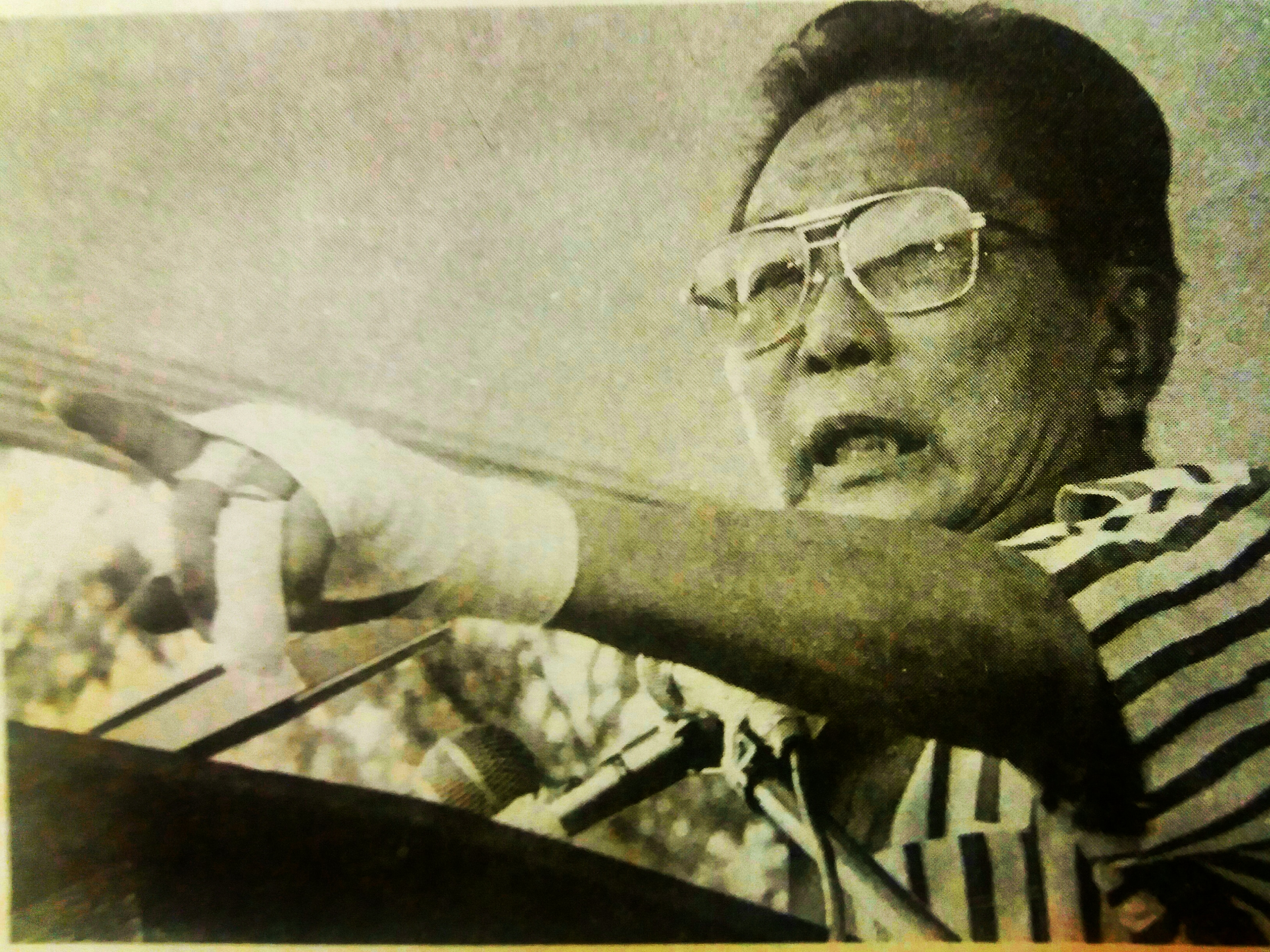
Ferdinand Marcos

- Quezon-Stadt/Philippinen: Verteidigungsminister Juan Ponce Enrile und der Chef der nationalen Zivilgarde Fidel Ramos teilen auf einer Pressekonferenz mit, dass sie dem diktatorisch regierenden Staatspräsidenten Ferdinand Marcos nicht mehr dienen werden. Sie erklären dessen Regentschaft als unrechtmäßig und bescheinigen ihm den „Verlust der moralischen Autorität“, um das Präsidentenamt auszufüllen.[11]

### Dienstag, 25. Februar 1986

United Support of Artists for Africa

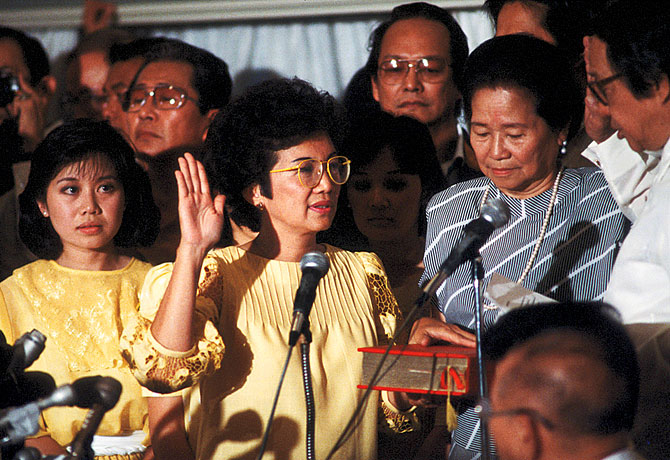
Corazon Aquino

- Berlin/Deutschland: Die Jury der 36. Internationalen Filmfestspiele Berlin zeichnet den Film Stammheim von Regisseur Reinhard Hauff als besten Beitrag des Festivals mit dem Goldenen Bären aus. Gina Lollobrigida, die der internationalen Berlinale-Jury in diesem Jahr vorsteht, positioniert sich dennoch öffentlich gegen den Film.[12][13]
- Gizeh/Ägypten: Soldaten der paramilitärischen Zentralen Sicherheitskräfte greifen aus Protest Hotels, Wohngebäude, die Polizei sowie Zivilisten an und übernehmen die Kontrolle über zwei Zufahrtsstraßen ins benachbarte Kairo. Als Auslöser des Aufstands gelten Gerüchte über die Erweiterung der Pflichtdienstdauer für die Soldaten.[14]
- Los Angeles/Vereinigte Staaten: Bei den 28. Grammy Awards wird u. a. der Amerikaner Quincy Jones als Produzent des Albums We Are the World ausgezeichnet. Es ist Teil der Spendensammlung „USA for Africa“ zur Bekämpfung des Hungers. Der Deutsche Harold Faltermeyer, als Komponist der Titelmelodie Axel F des Films Beverly Hills Cop, erhält ebenfalls einen Grammy.[15][16]
- Manila/Philippinen: Am vierten Tag der Gehorsamsverweigerung der Streitkräfte und der Bürgerproteste gegen den Diktator Ferdinand Marcos lassen sich sowohl Marcos als auch die Oppositionelle Corazon Aquino als Präsident der Philippinen vereidigen. Wenig später verlässt Marcos auf Drängen seiner Berater mit seiner Frau Imelda die Stadt in einem Hubschrauber der Luftstreitkräfte der Vereinigten Staaten und schließlich fliegen die Vereinigten Staaten das Ehepaar in das US-Territorium Guam.[17][18]
- Moskau/Sowjetunion: In der schweren Krise des Landes mahnt der Generalsekretär des Zentralkomitees der regierenden KPdSU und De-facto-Staatsoberhaupt Michail Gorbatschow sofortige Reformen an, durch die Wirtschaftsakteure – und alle Bürger – mehr Selbstverwaltung, größere Selbstbestimmung und einen besseren Einblick in das Handeln der Kommunistischen Partei gewinnen. Für die neue Form des Auftretens seiner nicht demokratisch gewählten Regierungspartei verwendet Gorbatschow erstmals das Wort „Glasnost“ (deutsch „Offenheit“).[19][20]

### Donnerstag, 27. Februar 1986
- Kopenhagen/Dänemark: U. a. für die Schaffung eines EG-weiten Binnenmarkts sprechen sich in einer nicht-verbindlichen Volksabstimmung zur Frage der nationalen Bestätigung der Einheitlichen Europäischen Akte etwas mehr als 50 % der Teilnehmer aus.[21][22]
- O'ahu/Vereinigte Staaten: Ferdinand Marcos, der bis Dienstag rund 21 Jahre lang diktatorisch über die Philippinen herrschte, und seine Frau Imelda erreichen in einem Flugzeug der Luftstreitkräfte der Vereinigten Staaten den US-Bundesstaat Hawaii, wo er die nächsten Jahre im Exil verbringen möchte.[23]

### Freitag, 28. Februar 1986
- Den Haag/Niederlande: Mit der Unterzeichnung der Einheitlichen Europäischen Akte durch Dänemark, Griechenland und Italien kann die Reform der europäischen Legislative und Exekutive im Jahr 1987 begonnen werden. Die Akte bedeutet einerseits den Verlust von Subsidiarität, schafft andererseits aber die Basis für einheitliche, von der überstaatlichen Organisation angestoßene Veränderungen, z. B. bei der Harmonisierung von Handel und Rechtsprechung.[24]
- Frankfurt am Main/Deutschland: In der Altstadt wird das Ausstellungshaus Schirn Kunsthalle eröffnet. Die Aufgaben der Kunsthalle sind noch nicht genau umrissen, doch es liegt die Zusicherung des städtischen Kulturdezernenten vor, dass Frankfurter Künstler die 2.000 m² große Ausstellungsfläche für die Präsentation ihrer Werke nutzen können.[25][26]
- Stockholm/Schweden: Ein Unbekannter schießt in der Stockholmer Innenstadt auf den amtierenden Ministerpräsidenten Olof Palme. Dieser verstirbt wenig später im Krankenhaus. Ein Passant verfolgt zunächst den Attentäter, kann dessen Flucht aber nicht vereiteln.[27]

## Weblinks

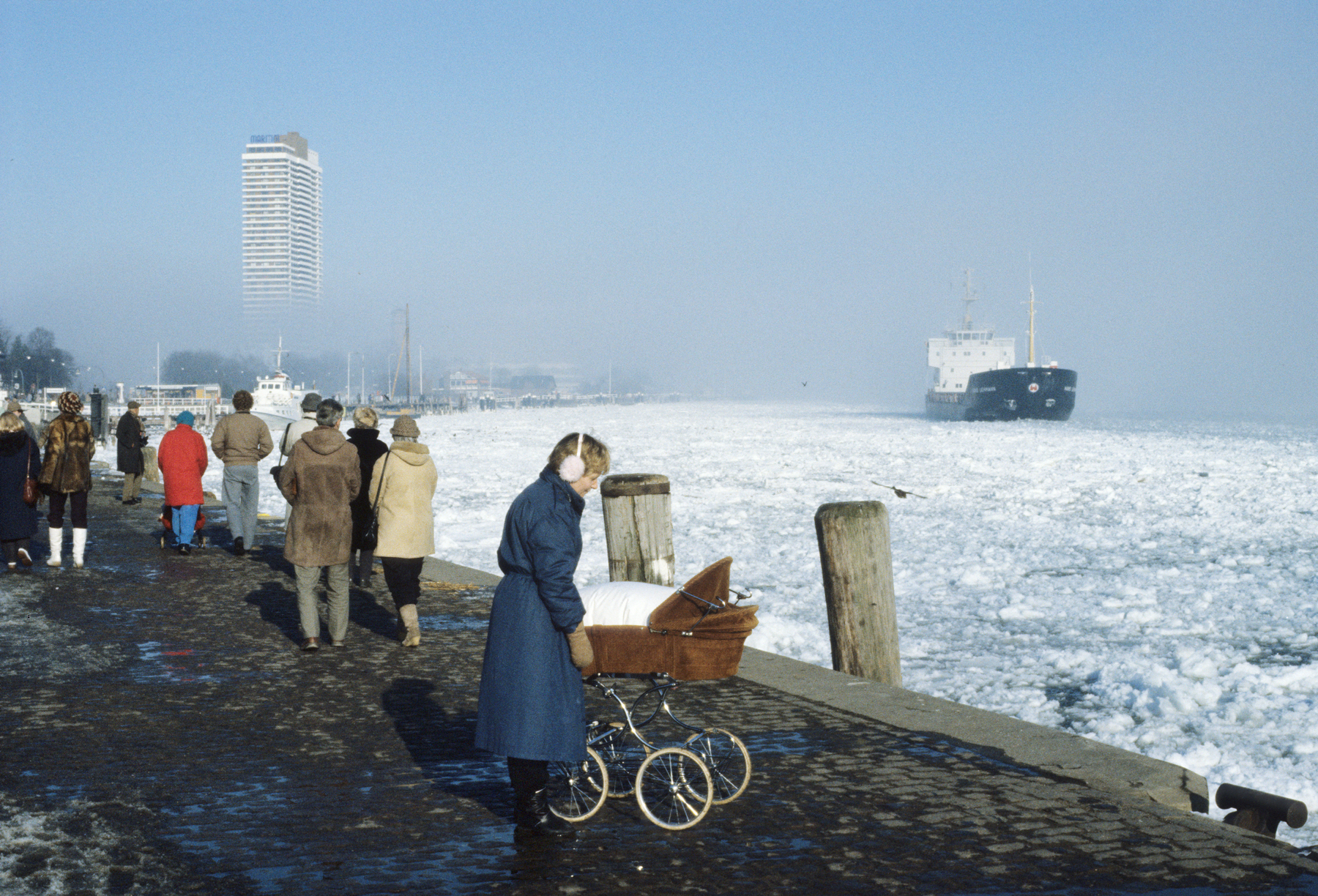
Schleswig-Holstein im Februar 1986